# 2073 Janáček
2073 Janáček eller 1974 DK är en asteroid i huvudbältet, som upptäcktes 19 februari 1974 av den tjeckiske astronomen Luboš Kohoutek vid Bergedorf-observatoriet. Den har fått sitt namn efter kompositören Leoš Janáček.
Asteroiden har en diameter på ungefär 9 kilometer.